# رشکی و ماسی
رشکی و ماسی از جمله آیین‌های کهن نوروزی‌خوانی است که در گذشته در شهر اراک رواج داشته است.
این آیین در فصل زمستان به ویژه در هنگام سختی سرما برای گذران اوقات فراغت و ایجاد شور و شادی در مردم انجام می‌شد و موسم بهار را نوید می‌داد
برای انجام این نمایش یکی از مردها لباس رنگی می‌پوشید و کلاه مخصوصی را بر سر می‌گذاشت. سپس تعدادی زنگوله به خود آویزان می‌کرد و به درب خانه‌ها می‌رفت و با حرکت دادن خود و به صدا درآوردن زنگوله‌ها این ترانه را می‌خواند:
| رشکی و ماسی اومده  |  | اونی که ماخاسی اومده |
| روده و پوده اومده  |  | هر چی که بوده اومده  |
| سالی یه بار میاییم |  | دعاگوی شماییم        |
| خانم بالا شمایی    |  | از خونه در نیایی     |
| عرق داری می‌چایی    |  |                      |
| هر کی دیه بیایه    |  | آقاش سگ سیایه        |

و به این صورت از صاحب خانه طلب کمک می‌کرد.